# 桜井孝雄
桜井 孝雄（さくらい たかお、男性、1941年9月25日 - 2012年1月10日）は、日本の元アマチュアボクシング選手・プロボクサー。千葉県佐原市（現・香取市）出身。中央大学卒業。1964年東京オリンピック・バンタム級金メダリスト。OBF東洋バンタム級王者。
天性の勘と磨かれた技術、優れたフットワークを持ち、金メダリストとして鳴り物入りでプロ入りしたものの、ボクシングに対しクール過ぎる性格が災いし「安全運転」と称された消極的ボクシングを展開。当時のプロのバンタム級はファイティング原田やルーベン・オリバレスらが王座を保持して世界の壁が厚く、これを突破することはできなかった。しかし、2012年に村田諒太がロンドン・オリンピックのミドル級で金メダルを獲得するまでの48年間、アマチュアボクシングでは五輪のみならず世界選手権を合わせても唯一の日本の金メダリストであり、アマチュアボクシング界に残した功績は大きかった。

## 来歴

### アマチュア時代
1941年、千葉県佐原市に生まれる。幼少期の野山を駆け回る生活がボクシングでの勘を育んだと桜井は後に述懐している。千葉県立佐原第一高等学校（現在の千葉県立佐原高等学校）の定時制で学び、授業でボクシングを選択した。1960年にインターハイで優勝した際に中央大学ボクシング部から声がかかり、同大学に進学。2年先輩に日本で初めてボクシングで五輪メダリストとなった田辺清がおり、2年間合宿生活などをともにした。1963年、全日本アマチュアボクシング選手権大会優勝。
1964年、東京オリンピックのバンタム級で金メダルを獲得。大会前には海外遠征を繰り返し、決勝では鄭申朝（韓国）に2回RSC勝ちを収めた。涙を見せなかったことを問われると、「水を飲んでいないから涙も出ない」と答えている。アマチュア通算戦績は、155戦138勝 (45KO・RSC) 13敗。
オリンピック前から、大学の先輩がトレーナーをしていた縁で三迫仁志が会長を務める三迫ボクシングジムで練習していたが、当時のボクシング界はアマチュアとプロの交流がなく、桜井は「ばれたら代表からも外されていた」と後に語っている。プロボクシング界は桜井の争奪戦を展開したが、当初は東京五輪監督で大学の恩師でもあった田中宗夫の紹介で中央大学職員として就職が内定しており、「プロに行かず、大学に残る」と発表されていた。しかし、スポーツ紙が桜井の三迫ジム入りを1面に掲載すると大学側は激昂し、桜井はボクシング部から除籍されてOB会名簿にも載らず、文化章も取り消された。

### プロ時代
1965年6月3日、三迫ジムよりプロデビュー。契約金は当時としては破格の500万円だった。日本ランカーのアトム畑井との6回戦に判定勝ち。1966年10月6日、ノンタイトル10回戦で、青木勝利に判定勝ち。
1968年7月2日、日本武道館に8,000人の観客を集めてライオネル・ローズ（オーストラリア）の持つ世界バンタム級王座に挑戦。2回に左カウンターで王者を倒し、10回を終えた時点で3人のジャッジはいずれも49-47で桜井を支持（当時は15ラウンド・5ポイント制）。しかしこの後、右フックで反撃するローズに消極策をとり、最終的に72-72、71-72、70-72のマジョリティ・デシジョンで僅差判定負けを喫した。この試合を前に、ジム会長の三迫はカウンター対策としてカエル跳びパンチを桜井に練習させていたが、この練習を見ていた輪島功一が後に世界戦でそれを披露することになる。
1969年5月23日、アメリカ合衆国カリフォルニア州で行われたノンタイトル10回戦で、ルーベン・オリバレス（メキシコ）と対戦。プロキャリア唯一の日本以外での試合でオリバレスからダウンを奪ったものの、6回逆転KO負けを喫した。
1969年10月23日、OBF東洋バンタム級王座に挑戦。李元錫（韓国）に12回判定勝ちで王座獲得。以後1度防衛。
1970年11月28日、ジョー・マロンゾ（フィリピン）に12回判定勝ちで2度目の防衛に成功。
1971年6月、OBF東洋バンタム級王座返上および現役引退。二度目の世界タイトルに挑戦することなく、安全運転と言われた桜井らしい引退劇だった。
プロ転向後はアマチュアボクシング界から裏切り者として扱われた上、ディフェンス重視のスタイルがプロで受け入れられず、陰では「しょせんアマ出身」と叩かれた。

### 引退後
引退後しばらくは三迫ジムでトレーナーを務め、その後高田馬場で喫茶店「メダリスト」を経営したり、不動産会社に勤務するなどボクシング界から離れていたが、1994年秋広島アジア大会で中大ボクシング部の先輩と再会したことがきっかけで1996年春に東京都中央区築地にボクシングジム「ワンツースポーツクラブ」を開設し、初代会長となった。2000年シドニーオリンピック前には、当時世界を圧倒していたキューバのボクシングチームが桜井をジムに表敬訪問し、練習をした。その中にはバンタム級で金メダリストとなったギレルモ・リゴンドウも含まれていた。
2010年に中央大学ボクシング部80周年記念史の企画で田辺と対談。桜井はそこで「日本のアマチュアボクシングは何も変わっていない。もっと競争させることが大事だと思うよ。絶えず強化試合をやればいいんだ」と話し、2011年10月の「日刊スポーツ」の取材では、「プロとアマがねえ。関係が良くならないと」と語っている。両者の関係は改善に向けて動き出していたが、「桜井さんは信じていなかったようだ」と同紙は書いている。それでも、ボクシング競技における金メダリストの誕生を熱望していた。
桜井は2011年初頭に食道癌の診断を受け、余命1年を告げられ闘病していた。2011年11月29日には後楽園ホールで医師に付き添われて三迫一門会の選手らの試合を見守る姿を見せていたが、自らの病気については口外していなかった。2012年が明けると容体が悪化し、1月10日に千葉県船橋市の自宅にて死去した。70歳没。桜井の訃報を聞いた田辺は「打たさずに打つのは彼の人生哲学そのものだったな」と語っている。

## 獲得タイトル
- 第12代OBF東洋バンタム級王座（防衛2度）